# Plusiophaes
Plusiophaes là một chi bướm đêm thuộc họ Noctuidae.